# Idus de març
Al calendari romà les idus de març queien en el 15 del mes de Martius. Era un dia festiu dedicat al déu Mart. Els idus eren dies de bons auguris que tenien lloc els dies 15 de març, maig, juliol i octubre i els dies 13 de la resta dels mesos. La data és famosa perquè Juli Cèsar va ser assassinat en les idus de març de l'any 44 aC. Segons l'escriptor grec Plutarc, Cèsar havia estat advertit del perill per un harúspex etrusc, Espurina, i per la seva dona Calpúrnia, que havia tingut un somni premonitori, però Cèsar hauria desestimat l'advertència. Plutarc diu: «El que és més extraordinari encara és que un vident li havia advertit del greu perill que l'amenaçava en les idus de març, i aquell dia quan anava al Senat va cridar al vident i rient li va dir: "Les idus de març ja han arribat", al que l'harúspex va contestar compassivament: "Sí, però encara no han acabat"».
Tot i que el calendari romà va ser substituït pels dies de la setmana moderns al voltant del segle iii, les idus es van seguir usant col·loquialment com a referència durant els següents segles. Shakespeare en la seva obra Juli Cèsar el 1599 els citava en escriure la famosa frase: «Cuida't de les idus de març!».